# Васкиничи
Васкиничи — деревня в Хваловском сельском поселении Волховского района Ленинградской области.

## История
Деревня Васкиничи упоминается на карте Ф. Ф. Шуберта 1844 года.

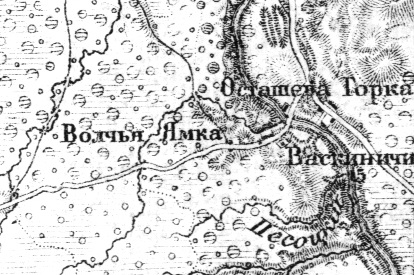
Деревня Васкиничи на карте 1872 года

В конце XIX — начале XX века деревня административно относилась к Сугоровской волости 1-го стана 1-го земского участка Тихвинского уезда Новгородской губернии.

ВАСКЕНИЧИ — деревня Прудского сельского общества, число дворов — 17, число домов — 17, число жителей: 56 м. п., 59 ж. п.; 

Занятие жителей — земледелие, лесные заработки. При реке Сясь . (1910 год)

Согласно военно-топографической карте Петроградской и Новгородской губерний издания 1915 года деревня называлась Вяскиничи и состояла из 15 крестьянских дворов.
С 1917 по 1918 год деревня входила в состав Сугоровской волости Тихвинского уезда Новгородской губернии.
С 1918 года в составе Череповецкой губернии.
С 1927 года в составе Воскресенского сельсовета Тихвинского района.
С 1928 года в составе Волховского района. В 1928 году население деревни составляло 153 человека.
Согласно карте Ленинградской области Северо-западного аэрогеодезического треста ГГУ издания 1932 года деревня называлась Васкеничи и насчитывала 9 крестьянских дворов.
По данным 1933 года деревня Васкиничи входила в состав Воскресенского сельсовета Волховского района.
С 1946 года в составе Новоладожского района.
В 1958 году население деревни составляло 60 человек.
С 1963 года вновь в составе Волховского района.
По данным 1966 и 1973 годов деревня Васкиничи также входила в состав Воскресенского сельсовета.
По данным 1990 года деревня Васкиничи входила в состав Хваловского сельсовета.
В 1997 году в деревне Васкиничи Хваловской волости проживал 1 человек, в 2002 году — 15 человек (все русские).
В 2007 году в деревне Васкиничи Хваловского СП — 5 человек.

## География
Деревня расположена в юго-восточной части района на левом берегу реки Сясь, напротив деревни Горка-Воскресенская.
Расстояние до административного центра поселения — 21 км.
Расстояние до ближайшей железнодорожной станции Колчаново — 42 км.
По состоянию на январь 2025 года не существовало автомобильной дороги, подходящей к деревне.

## Демография
| 1910 | 1997 | 2007 | 2010 | 2017 |
| ---- | ---- | ---- | ---- | ---- |
| 115  | ↘1   | ↗5   | ↗18  | ↘3   |

### Национальный состав
Согласно данным Всероссийской переписи населения 2021 года в деревне проживали 5 человек, все русские.